# Veselin Đuranović
Veselin Đuranović (7. května 1925 Donji Martinići – 30. srpna 1997 Podgorica) byl jugoslávský komunistický politik černohorské národnosti. V letech 1963–1966 předseda vlády Socialistické republiky Černá Hora, v letech 1977–1982 premiér Jugoslávie (předseda Svazové výkonné rady), v letech 1982–1983 prezident (předseda předsednictva) Černé Hory, v letech 1984–1985 prezident Jugoslávie (předseda předsednictva). V letech 1968–1977 vedl Svaz komunistů Černé Hory (předseda ústředního výboru).

## Život
Studoval učitelskou školu v Cetinje, ale za svou politickou činnost byl ze školy vyloučen. V roce 1941 se stal členem Svazu komunistické mládeže Jugoslávie (SKOJ) a aktivně se účastnil příprav na povstání během druhé světové války. Po povstání v Černé Hoře, až do stažení partyzánských jednotek do Bosny v květnu 1942, aktivně pracoval na osvobozeném území, byť na konci 80. let se objevily určité pochyby o významu jeho odbojové činnosti, na něž s hořkostí reagoval.
Po okupaci byl násilně mobilizován do četnického oddílu Bjelopavlići, který byl pod velením plukovníka Baje Stanišiće. Když se pokoušel sabotovat jeho práci, byl začátkem května 1943 zatčen a internován v táboře Zabjelo u Podgorice. Propuštěn byl v září 1943 po kapitulaci Itálie. Znovu se spojil se stranickou organizací a stal se tajemníkem organizace SKOJ v Donji Martinići. Dne 4. ledna 1944 byl přijat do Svazu komunistů Jugoslávie (SKJ). Đuranovićův bratr Vladan (Vlajko) byl zabit při odbojové činnosti v roce 1944 a později byl prohlášen národním hrdinou Jugoslávie. Jeho matka byla za války vězněna v četnické věznici v Kosovom Lugu.
Po válce absolvoval právnickou fakultu v Mostaru. Souběžně zahájil úspěšnou politickou kariéru v novém komunistickém režimu. Začal ji jako předseda Ústředního výboru lidové mládeže Černé Hory. V letech 1953 až 1958 byl ředitelem Radia Titograd a v letech 1954 až 1958 šéfredaktorem stranických novin Pobjeda. Pracoval též v kontrarozvědce Ozna. Nakonec dosáhl všech myslitelných met tehdejší černohorské politiky: vedl komunistickou stranu i vládu a stal se prezidentem Černé Hory. Nakonec získal post premiéra a prezidenta i na federální úrovni. Ve Svazu komunistů Jugoslávie dosáhl na pozici člena ústředního výboru (zvolen na osmém, desátém a jedenáctém kongresu SKJ).
Svou politickou kariéru ukončil během protibyrokratické revoluce v letech 1988-1989, kdy rezignoval na všechny politické funkce. 